# Resolució 1502 del Consell de Seguretat de les Nacions Unides
La Resolució 1502 del Consell de Seguretat de les Nacions Unides fou adoptada per unanimitat el 26 d'agost de 2003. Després de recordar resolucions 1265 (1999), 1296 (2000) i 1460 (2003), el Consell va condemnar els atacs contra els treballadors humanitaris i va demanar a tots els estats que vetllessin perquè aquests incidents no quedessin impunes.
La votació sobre la resolució, proposada per Mèxic, es va demorar a causa de l'oposició dels Estats Units sobre la inclusió de referències a la Cort Penal Internacional, que aquest no reconeixia; les referències a la Cort es van retirar posteriorment.

## Resolució

### Observacions
El Consell de Seguretat va reiterar la seva responsabilitat principal pel manteniment de la pau i la seguretat internacionals i per garantir el respecte del dret internacional humanitari. Va donar la benvinguda a la resolució de l'Assemblea General de les Nacions Unides relativa a la protecció del personal de les Nacions Unides i el personal humanitari. Al mateix temps, es va demanar a les Nacions Unides i al personal humanitari que respectessin les lleis del país on operaven.
El preàmbul de la resolució també va ressaltar l'existència de restriccions contra atacs dirigits al personal de les forces de manteniment de la pau o personal humanitari de les Nacions Unides, que eren considerats crim de guerra. Hi havia preocupació pels atacs arreu del món contra personal de les Nacions Unides, associats i humanitaris, inclòs l'atemptat a la seu de la Missió d'Assistència de les Nacions Unides a l'Iraq el 19 d'agost de 2003.

### Actes
La resolució va expressar la forta condemna de tota violència a la qual s'exposaven les persones en operacions humanitàries, inclosos els atacs als combois i el saqueig de les seves propietats. Va instar tots els estats a assegurar que aquests crims no quedessin impunes, reafirmant les obligacions de les parts implicades en els conflictes armats per complir amb el dret internacional. Es va instar a les parts a garantir l'accés sense restriccions del personal humanitari a les persones que necessitaven assistència, garantir la seva seguretat i llibertat de circulació, i proporcionar-los facilitats per al seu ús. El Consell era decidit a garantir que aquestes mesures es mantenindrien, mitjançant:
(a) demanant al Secretari General de les Nacions Unides que busqui la inclusió i que els països incloguin disposicions clau de la Convenció sobre la seguretat de les Nacions Unides i del personal associat;
(b) encoratjant al Secretari General a que presenti instàncies contra la negació de l'assistència humanitària a l'atenció del Consell de Seguretat;
(c) emetre declaracions de risc excepcional sota la Convenció.
Finalment, el secretari general Kofi Annan es va encarregar d'abordar el problema de la seguretat i el personal humanitari i de les Nacions Unides i el seu personal associat en els seus informes al Consell, incloent recomanacions sobre com prevenir futurs incidents i capturant els responsables de cometre casos de violència.